# ラスター (企業)
株式会社ラスター（Luster）は、かつて存在していた日本のパチスロメーカー。旧称はテクノコーシン株式会社。本社は東京都大田区。4号機を多数製造後2002年7月15日をもって現社名に変更した。2014年12月3日に破産手続開始決定を受けた。

## 概要
前身（初代）は興進産業株式会社。1号機の時代から活動し、デートラインシリーズが有名。テーブル方式を採用したリーチ目主体のゲーム性が特徴。しかし裏モノ連チャン機が蔓延する1991年に発表した「デートライン銀河II」は貯金方式による裏モノの過激なゲーム性が有名。当初は遊技場事業も手掛けていたが、バブル期における不動産投資に失敗し、バブル崩壊に伴い遊技場事業から撤退。
4号機「リッチマン4」を発表後、テクノコーシン株式会社へと社名変更。以後、その時代の流行を反映しつつ「キワメ」、「ミコシ」、「ガンダム」シリーズ等個性的機種を多数発表する。
ユニバーサル販売（現：ユニバーサルエンターテインメント）の「クランキーコンドル」発売以後技術介入主体の時代には、ビッグボーナス中のリプレイはずしによるメダル獲得数の差を特徴とした機種を多く輩出したが、サミーの爆裂AT機「獣王」に始まるAT機全盛時代になると個性的かつ過激なAT機を多数発表。全般として玄人好みの技量による差異が出やすい機種と、極端な仕様が多く一部にマニアな人気を得た。
旧ラスター陣営はテクノコーシン陣営より経営権取得後、初機種「クロヒョウ」を皮切りに数機種を発表しているが、2011年、創業者一族（二代目）のオーナーシップ返還命令と共に全株式を譲渡。その後、新ラスターは 初機種「メガミリオネア」を2012年7月発表。また、2003年発売の「ガンダム」はテクノコーシン陣営が開発・販売した機種であった。なお、初代オーナー河田智雄は代表取締役会長に復帰後、名誉会長職へ勇退した。
「メガミリオネア」発売以降も販売不振が続き、2013年3月29日には販売子会社の株式会社ラスター販売を解散して組織再編を図ったが、販売先のウィンネットテクノロジー株式会社が2014年6月23日に東京地裁から破産手続開始決定を受けたことで販路がさらに縮小したため、2014年7月に事業を停止、2014年12月3日に東京地裁より破産手続開始決定を受けた。2017年5月11日に破産手続結了決定を受けたと同時に法人格が消滅した。

## 機種一覧

### 3号機以前（主要機種）
- 1986年 - デートライン (1号機)
- 1987年 - デートライン21 (1.5号機)
- 1989年 - デートライン銀河 (2-2号機)
- 1991年 - デートライン銀河II (3-1号機)

### 4号機（主要機種）
- 1998年 - デートラインテラ3（テクノコーシンに社名変更後初機種）
- 1999年 - 温泉天国
- 2000年 - 月夜の鷹姫
- 2001年 - ダブルインパクト（初のAT機）
- 2002年 - キワメ、ミコシ、MSガンダム、ニューデートライン銀河（初のストック機）
- 2003年 - 破壊王、ガンダム（テクノコーシン陣営機種）、クロヒョウ（旧ラスター陣営初機種）
- 2005年 - レッドセブン-30

### 5号機（主要機種）
| 機種名                                | 発売年月   | 備考                            |
| ------------------------------------- | ---------- | ------------------------------- |
| 竹中直人のパチスロ太閤記              | 2006年9月  | 旧ラスター陣営初5号機           |
| サクスロ                              | 2007年1月  |                                 |
| ワイルド7                             | 2007年4月  |                                 |
| ザ・ドゥーナッツのトンdeピース        | 2007年9月  |                                 |
| まぁさん                              | 2008年1月  |                                 |
| ご～るでんし～さ～                    | 2008年7月  |                                 |
| パンダーゼット                        | 2008年11月 |                                 |
| ぶっちゃけはっちゃけ大奥浪漫          | 2009年6月  |                                 |
| ワイルドキャッツ                      | 2010年8月  | アークテクニコ製3号機のリメイク |
| メガミリオネア                        | 2012年7月  | 二代目陣営初5号機。             |
| メガミリオネア ヴィーナスヴァージョン | 2013年2月  | メガミリオネアのスペック違い。  |